# Orones
Orones es una pedanía del municipio de Boñar, en la provincia de León en la comunidad autónoma de Castilla y León, España.

## Toponimia
Según el filólogo Ángel Llamazares Sanjuan, el nombre de la población probablemente ha evolucionado desde «Aurones», compuesto por la base 'Aur-', que hace referencia al oro, y el sufijo plural -one, que denota una corriente de agua. De acuerdo a esta etimología, el nombre podría interpretarse como «los regueros o riachuelos», lo que implica que el pueblo tomó el nombre del curso de agua que lo atraviesa y no a la inversa.

## Geografía física
Se encuentra a unos 71 km de la ciudad de León por carretera, en el km. 62 de la carretera que une Puente de Villarente con Puebla de Lillo y a unos once kilómetros de esta. La distancia a Boñar, cabecera del municipio es alrededor de once kilómetros. Las poblaciones más cercanas son San Cibrián de la Somoza, y Solle al norte, ambas pertenecientes al municipio de   Puebla de Lillo,  y Pallide (Reyero) al sureste. Por el oeste, limitaba antiguamente  con Armada y Vegamián, desaparecidos al construirse el Embalse del Porma.
Se ubica a unos 1150 m s. n. m. en un pequeño valle rodeado de montañas, cuyas cumbres sobrepasan los 1390 m al norte. El río Orones, cuya agua procede de las montañas del norte, atraviesa el pueblo.

## Demografía
El pueblo contaba con 12 vecinos en 2017, 7 hombres y 5 mujeres, aunque la población aumenta durante los meses estivales.
| Gráfica de evolución demográfica de Orones entre 2000 y 2017                                          |
| |
| Población según la relación de unidades poblacionales del Instituto Nacional de Estadística (España). |